# Astragalus bisulcatus
Astragalus bisulcatus es una  especie de planta herbácea perteneciente a la familia de las leguminosas. Se encuentra en Norteamérica.

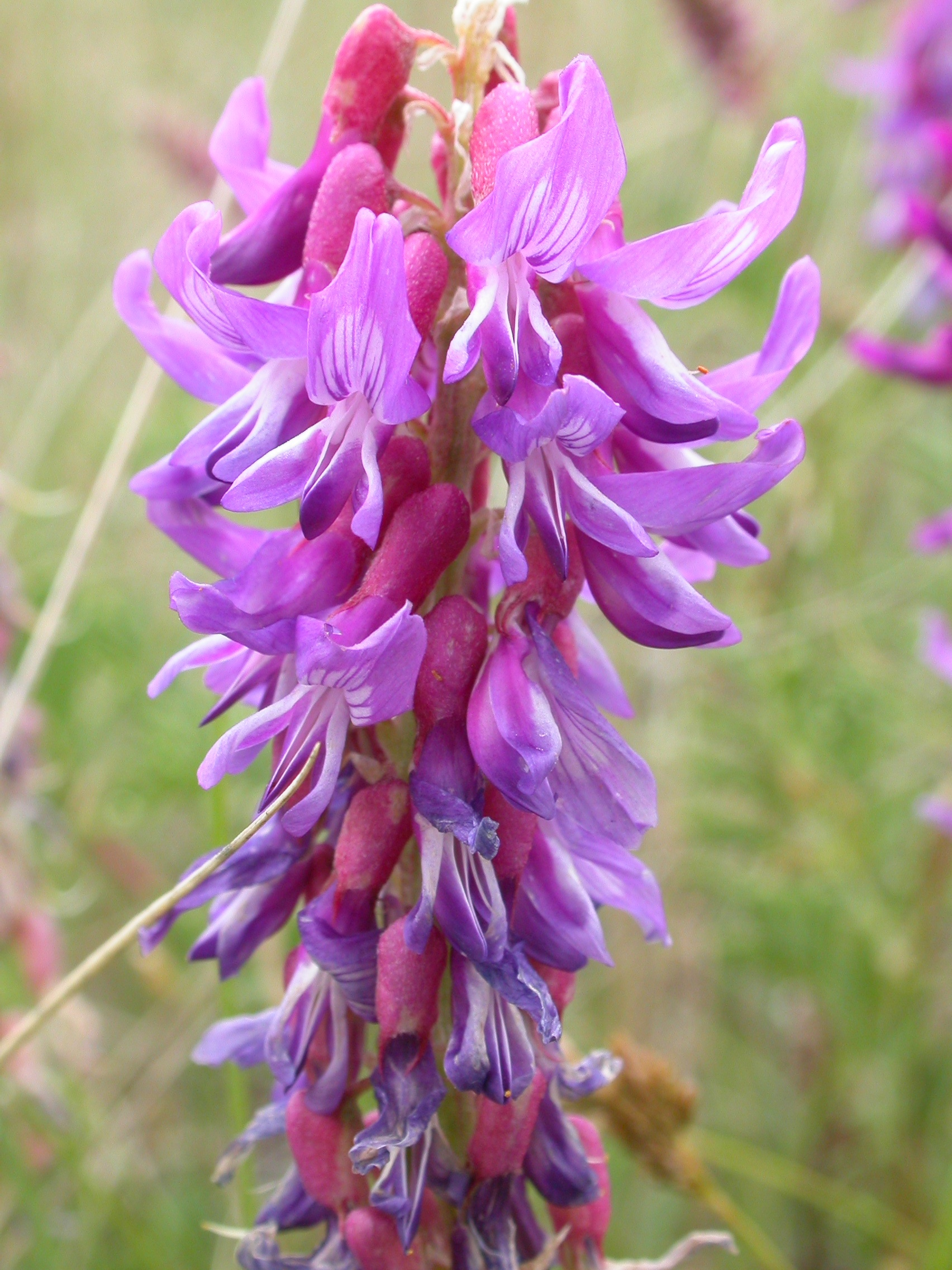
Inflorescencia

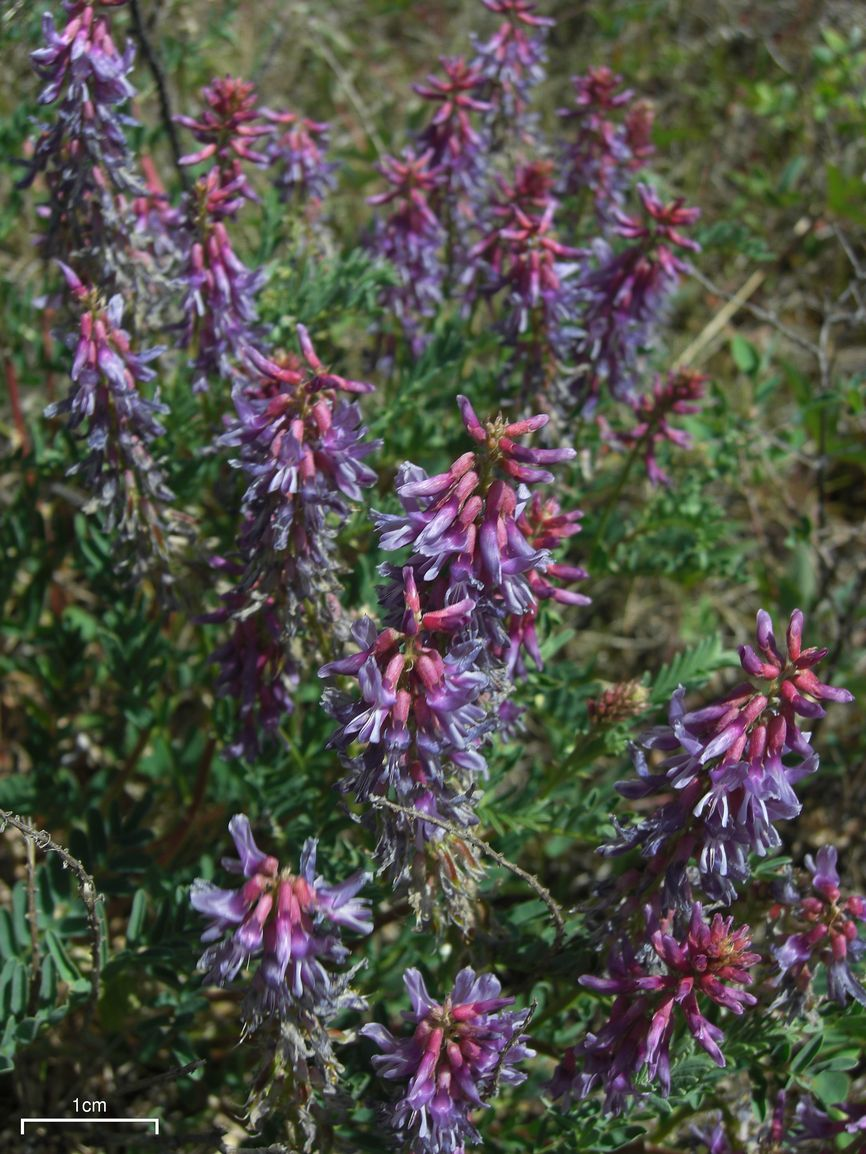
Vista de la planta

## Descripción
Astragalus bisulcatus es una planta herbácea perenne con un fondo leñoso y grueso rizoma, que alcanza un tamaño de 30 a 100 cm de altura. Tiene numerosos tallos simples y largas hojas pinnadas. Las flores se producen en racimos alargados estrechos. Las flores son de color púrpura llamativo y la floración se produce a finales de primavera y principios de verano. Las vainas de las semillas característicamente tienen dos ranuras en la superficie superior. Los frutos maduran y liberan sus semillas en julio y agosto. Las semillas son de color marrón oscuro o negro, en forma reniforme, 4 mm de largo y 2 mm de ancho.

## Distribución
Es una planta herbácea perennifolia que se encuentra en Estados Unidos y Canadá.

## Taxonomía
Astragalus bisulcatus fue descrita por (Hook.) A.Gray y publicado en Reports of explorations and surveys : to ascertain the most practicable and economical route for a railroad from the Mississippi River to the Pacific Ocean, made under the direction of the Secretary of War 12(2): 42, en el año 1860.
Etimología
Astragalus: nombre genérico derivado del griego clásico άστράγαλος y luego del Latín astrăgălus aplicado ya en la antigüedad, entre otras cosas, a algunas plantas de la familia Fabaceae, debido a la forma cúbica de sus semillas parecidas a un hueso del pie.
bisulcatus: epíteto latín que significa  "con dos surcos".
Variedades aceptadas
- Astragalus bisulcatus var. haydenianus (A.Gray) Barneby
- Astragalus bisulcatus var. nevadensis (M.E.Jones) Barneby

Sinonimia
- Astragalus bisulcatus f. albiflorus B.Boivin
- Astragalus bisulcatus f. decalvans Gand.
- Astragalus bisulcatus f. hedysaroides Gand.
- Astragalus diholcos Tiderstr.
- Astragalus haydenianus A.Gray
- Astragalus haydenianus f. leiocarpus Gand.
- Astragalus haydenianus var. major M.E.Jones
- Astragalus haydenianus f. nelsonii Gand.
- Astragalus haydenioides Porter
- Astragalus scobinatulus E.Sheld.
- Diholcos bisulcatus (Hook.) Rydb.
- Diholcos micranthus Rydb.
- Phaca bisulcata Hook.
- Tragacantha bisulcata (Hook.) Kuntze[7]